# Estación Falucho
Falucho es una estación ferroviaria ubicada en la localidad de Falucho, en el Departamento Realicó, Provincia de La Pampa, Argentina.

## Ubicación
La estación se encuentra ubicada a 67 km de la ciudad de General Pico.

## Servicios
Desde agosto de 2015 no se prestan servicios de pasajeros.
Sus vías están concesionadas a la empresa de cargas Ferroexpreso Pampeano

## Historia
En el año 1909 fue inaugurada la estación, por parte del Ferrocarril Buenos Aires al Pacífico.